# Asiatosaurus
Asiatosaurus is een geslacht van plantenetende sauropode dinosauriërs, behorend tot de Macronaria, dat tijdens het vroege Krijt leefde in het gebied van het huidige Mongolië.
In 1922 vond Walter Willis Granger tijdens de eerste grote expeditie van het American Museum of Natural History naar de Gobiwoestijn op de Artsa Bogdo-vindplaats, op de Red Mesa nabij Ovorhangai, samen met chauffeur Wu twee sauropode tanden.
In 1924 benoemde en beschreef Henry Fairfield Osborn de typesoort Asiatosaurus mongoliensis. De geslachtsnaam is afgeleid van Azië en weerspiegelt het feit dat de soort de eerste sauropode was die benoemd werd uit Oost-Azië. De soortaanduiding verwijst naar de herkomst uit Mongolië.
Het holotype, AMNH 6264, komt uit een laag van de Ööshformatie, vroeger ook wel de Ondai Sair Formation genoemd, die dateert uit het Barremien en ongeveer 130 miljoen jaar oud is. Het bestaat uit een tand. Volgens Osborn gaat het om een achterste tand van de rechteronderkaak maar hij achtte het niet onmogelijk dat de tand uit de bovenkaak zou stammen. De tweede tand is het paratype, specimen AMNH 6294. Het zou een voorste tand van de onderkaak zijn. Beide tanden werden op dertig meter afstand van elkaar gevonden en Osborn achtte het zeker dat het om verschillende individuen ging. Een derde tand, in dezelfde formatie in augustus 1923 gevonden, specimen AMNH 6532, werd door Osborn aan de soort toegewezen. Osborn wees erop dat in de formatie uitgebreider sauropode materiaal was gevonden, wervels, ribben en stukken van ledematen. Deze botten werden niet toegewezen. 
Het holotype is eenenveertig millimeter lang. De tand is van het lepelvormige type en dus vrij breed. Asymmetrische slijtvlakken bovenaan scheppen een vrij spitse punt. Osborn viel een overeenkomst met de tanden van Camarasaurus op.
In 1975 benoemden en beschreven Hou Lianhai, Yeh Hsiangkuei en Zhao Xijin een tweede soort van Asiatosaurus: Asiatosaurus kwangshiensis. De soortaanduiding verwijst naar de herkomst uit Guangxi. Het holotype, specimen IVPP V4794, is een sauropode tand in de zomer van 1973 gevonden bij Liubangcun, in Fusui, in een laag van de Napaiformatie die dateert uit het Onder-Krijt. Ook deze tand is lepelvormig maar sterker afgeplat. De buitenzijde draagt evenwijdige verticale richels. Daarnaast werden drie fragmentarische halswervels en ribben toegewezen. Latere Chinese onderzoekers wezen soortgelijke tanden uit het Onder-Krijt aan Asiatosaurus toe. Een direct verband met Asiatosaurus mongoliensis is niet te bewijzen.
Moderne onderzoekers hebben beide soorten als nomina dubia beschouwd.